# IC 477
IC 477 је лентикуларна галаксија у сазвјежђу Близанци која се налази на листи објеката дубоког неба у Индекс каталогу.
Деклинација објекта је + 23° 29' 1" а ректасцензија 7h 52m 6,9s. Привидна величина (магнитуда) објекта IC 477 износи 14,4 а фотографска магнитуда 15,4. IC 477 је још познат и под ознакама MCG 4-19-6, CGCG 118-16, NPM1G +23.0145, PGC 22037.